# Estación de Selzach
La estación de Selzach es una estación ferroviaria de la comuna suiza de Selzach, en el Cantón de Soleura.

## Historia y situación
La estación de Selzach fue inaugurada en el año 1857 con la puesta en servicio del tramo Soleura - Biel/Bienne de la línea Olten - Lausana, también conocida como la línea del pie del Jura.
Se encuentra ubicada en el borde sur del núcleo urbano de Selzach. Cuenta con dos andenes laterales a los que acceden dos vías pasantes, a las que hay que sumar un par de vías muertas.
En términos ferroviarios, la estación se sitúa en la línea Olten - Lausana, que prosigue hacia Ginebra y la frontera francosuiza, conocida como la línea del pie del Jura. Sus dependencias ferroviarias colaterales son la estación de Bellach hacia Olten y la estación de Bettlach en dirección Lausana.

## Servicios ferroviarios
Los servicios ferroviarios de esta estación están prestados por SBB-CFF-FFS:

### Regional
- R Biel/Bienne - Soleura - Olten. Cuenta con trenes cada hora hacia Olten, a los que hay que sumar trenes cada hora entre Biel/Bienne y Soleura los días laborables, resultando una frecuencia en el tramo Biel/Bienne - Soleura de un tren cada media hora por sentido.